# Barnens ö
Barnens ö è un film del 1980, diretto da Kay Pollak.

## Trama
La storia è ambientata a Stoccolma, dove vive Reine, ragazzino di 11 anni sull'orlo della pubertà e con la paura della maturità sessuale.

## Premi e riconoscimenti
- 1981 Guldbagge Award: miglior film, miglior regia, migliore attore protagonista
- 1981 - 31ª edizione del Festival internazionale del cinema di Berlino - selezione[1]
- Selezionato per partecipare alla 54ª premiazione degli Oscar tra i film stranieri, non accetta la nomination[2]

## Curiosità
- È stato il primo successo commerciale di Kay Pollak.
- Nel 2014, dopo una richiesta da parte della polizia federale, film è stato bandito in Australia a causa delle scene di nudo infantile.[3][4]